# Century (Flórida)
Century é a única vila localizada no estado americano da Flórida, no condado de Escambia. Foi incorporada em 1945.

## Geografia
De acordo com o United States Census Bureau, a vila tem uma área de 8,7 km², onde 8,4 km² estão cobertos por terra e 0,3 km² por água.

### Localidades na vizinhança
O diagrama seguinte representa as localidades num raio de 24 km ao redor de Century.

## Demografia
Segundo o censo nacional de 2010, a sua população é de 1 698 habitantes e sua densidade populacional é de 203 hab/km². É a localidade menos populosa do condado de Escambia. Possui 765 residências, que resulta em uma densidade de 91,4 residências/km².